# منتخب ماليزيا لكرة القدم الشاطئية
منتخب ماليزيا لكرة القدم الشاطئية (بالإنجليزية: Malaysia national beach soccer team)‏ ، هي منتخب وطني لكرة القدم الشاطئية في ماليزيا ، شاركت في كأس العالم لكرة القدم الشاطئية مرة واحدة عام 1999م في البرازيل ، وحصلت على دور المجموعات.

## وصلات خارجية
- http://www.the-afc.com/competition/afc-beach-soccer-championship
- http://www.aseanfootball.org/v2/?page_id=6982